# 国衙領
国衙領（こくがりょう）は、平安時代中期以降の公領を指す歴史学用語。国衙により支配を受けた地で、私領である荘園と対比される。国衙領と荘園が並立していた時代を荘園公領制と呼ぶ。
ただし形式的に国衙領であった領地も室町期以降は大半が皇室領や寺社領となり、実態としては荘園と同一のものになっていたことが知られる。戦国期には守護方の押領を受けて縮小し、最終的には太閤検地により完全に消滅した。

## 概要
10世紀頃から、律令制で規定していた戸籍・班田収授による租税制度がほぼ崩壊し、朝廷は現地派遣の筆頭国司である受領へ租税納入を請け負わせ、公領への支配権を大きく移譲した。現地における実務は「富豪の輩」と呼ばれる階層からなる在庁官人らに委任する国司請負へと移行した。
受領の務めは、国内の公領から徴収した租税を朝廷および大寺社や摂関家のような上級貴族へ任期中に納入することであり、この実績が勤務評定（受領功過定）となった。しかし徴収が捗らず滞納が生じると、代わりに相当する租税収納権を、納入先の大寺社や摂関家に委ねて切り抜けることが通例になっていった。直接徴税の対象となったこれらの土地は公領に虫食い状に生じ拡大した。これらの新立荘園、つまり国免荘（こくめんのしょう）は次第に公領からの租税徴集を圧迫していった。
特に11世紀には内裏や大寺社の火災が多く、これらの再建を目的とした臨時課税（令制国に対する国宛で公領に課税される）が困難になる状況を来した。そのため、単なる既成事実であった国免荘にも課税（一国平均役）をするため、たびたび荘園整理令が出された。これらの荘園整理令はある基準年以降の新立荘園を停止する一方、それ以前に発生していた国免荘を臨時課税の対象として正式に公認化するものでもあった。それまでの荘園は上級貴族や大寺社が独占的に租税収納権をもつ農地が公領の農地の中に散在しているに過ぎなかったが、これらの荘園整理令に際し、公領と荘園を識別して一国平均役を課することを容易にするため、荘園を一つの領域に統合する措置が行われた。ここに上級貴族や大寺社が派遣した荘官が、行政や徴税を国家から依託される、統治領域としての荘園が成立した。
こうしてそれまで各国の体制は、荘園も含めて一元的に受領の支配下にあったものが、荘官の支配する荘園と、受領の支配下にある公領が、大きく二分して土地・民衆支配をする形態に移行した。また、歴史学者の網野善彦は、中世日本の社会が荘園と公領から構成されていることに注目して荘園公領制という概念を提唱した。
国衙領は、鎌倉幕府が成立すると次第に守護・地頭の勢力の下に置かれるようになっていった。南北朝時代の争乱では兵粮料所に指定された後になし崩しに守護領とされるなどの侵食が激しかった。明徳の和約では国衙領を大覚寺統の所領としたものの、実際に納められた年貢は僅かであり、大覚寺統は困窮したという。とはいえ、足利義教の代に大覚寺統の男子を残らず出家させてその所領が収公された後にも国衙領は存続し、最終的には太閤検地により廃止された。